# Aleksandar Stanković
Aleksandar Stanković (Servisch: Александар Станковић)  (Milaan, 3 augustus 2005) is een Servisch voetballer die bij voorkeur als defensieve middenvelder speelt. Hij speelt bij Club Brugge.

## Clubcarrière
Aleksandar Stanković werd geboren in augustus 2005 in Milaan als zoon van toenmalig Inter-speler en Servisch international Dejan Stanković. Hij voetbalde in de jeugd bij  Inter Milan. Hij zat in de selectie toen Inter de Coppa Italia won in 2023. In juli 2024 werd hij voor één seizoen uitgeleend aan het Zwitserse FC Luzern.
1 Sommer ·
2 Dumfries ·
6 De Vrij ·
7 Zieliński ·
8 Arnautović ·
9 Thuram ·
10 Martínez  ·
11 Correa ·
12 Di Gennario ·
13 Martínez ·
15 Acerbi ·
16 Frattesi ·
17 Buchanan ·
20 Çalhanoğlu ·
21 Asllani ·
22 Mkhitaryan ·
23 Barella ·
28 Pavard ·
30 Augusto ·
31 Bisseck ·
32 Dimarco ·
36 Darmian ·
42 Palacios ·
95 Bastoni ·
99 Taremi ·
Coach: Inzaghi